# Таїсса Фарміґа
Таїсса Фармі́ґа (англ. Taissa Farmiga МФА: [təˈiːsə fɑrˈmiːɡə]; нар. 17 серпня 1994, Вайтгауз-Стейшен, Нью-Джерсі) — американська акторка українського походження, найбільш відома своїми ролями у серіалі «Американська історія жахів». Молодша сестра акторки й режисерки Віри Фарміґи.

## Ранні роки
Таїсса Фарміґа — наймолодша з семи дітей українських емігрантів. Її батько Михайло Фарміґа — компʼютерний системний аналітик, а мати Любомира Фарміґа — шкільний учитель. Старша сестра Таїсси — номінантка на «Оскар» акторка Віра Фарміґа. Таїсса народилася і виросла у Вайтхаус-Стейшн, штат Нью-Джерсі. До четвертого класу вона навчалася в державній школі, після чого продовжила навчання вдома. Фарміґа розуміє українську мову краще, аніж говорить нею.

## Кар'єра
Таісса спочатку не хотіла ставати акторкою, проте старша сестра Віра Фарміґа вмовила її знятися у своєму режисерському дебюті «Небо й земля». Після того, як фільм було продемонстровано на кінофестивалі незалежного кіно «Санденс», Фарміґа вирішила продовжити акторську кар'єру.
2011 року вона знялася в першому сезоні американського телесеріалу каналу FX «Американська історія жахів» у ролі Вайолет Хармон — єдиної доньки Вівʼєн (Конні Бріттон) та Бена Хармонів (Ділан Макдермотт).
2012 року приєдналася до акторського складу у фільмі Софії Копполи «Елітне суспільство», а також знялася у фільмі «Джеймсі» (вийшли на екрани відповідно 2013 та 2014 року).
2013 року на екрани вийшов третій сезон серіалу «Американська історія жахів. Шабаш», в якому Таїсса зіграла роль молодої відьми Зої Бенсон. Вже 2018 року вона повернулася до своєї ролі у восьмому сезоні під назвою «Апокаліпсис», де відьми намагаються запобігти кінцю світу.

## Фільмографія

### Фільми
| Рік  |    | Українська назва                            | Оригінальна назва                  | Роль                     |
| ---- | -- | ------------------------------------------- | ---------------------------------- | ------------------------ |
| 2011 | ф  | Цей темний світ                             | Higher Ground                      | Корінна Вокер (підліток) |
| 2013 | ф  | Елітне суспільство                          | The Bling Ring                     | Сем Мур                  |
| 2013 | ф  | Міддлтон                                    | At Middleton                       | Одрі Мартін              |
| 2013 | ф  | Лабіринти розуму                            | Mindscape                          | Анна Грін                |
| 2014 | ф  | Джеймсі                                     | Jamesy Boy                         | Сара                     |
| 2015 | ф  | Останні дівчата                             | The Final Girls                    | Макс Картрайт            |
| 2015 | ф  | 6 років                                     | 6 Years                            | Мелані Кларк             |
| 2015 | кф |                                             | Share                              | Крістал                  |
| 2016 | ф  | У долині насильства                         | In a Valley of Violence            | Мері Енн                 |
| 2016 | мф | Ліга Справедливості проти Юних Титанів      | Justice League vs. Teen Titans     | Рейвен (голос)           |
| 2016 | ф  | Правила не застосовуються                   | Rules Don't Apply                  | Сара Брендсфорд          |
| 2017 | мф | Юні Титани: Контракт Іуди                   | Teen Titans: The Judas Contract    | Рейвен (голос)           |
| 2018 | ф  |                                             | What They Had                      | Емма Ерц                 |
| 2018 | ф  |                                             | The Long Dumb Road                 | Ребекка                  |
| 2018 | ф  | Монахиня                                    | The Nun                            | сестра Ірен              |
| 2018 | ф  | Ми завжди жили в замку                      | We Have Always Lived in the Castle | Меррікет Блеквуд         |
| 2018 | ф  | Наркокур'єр                                 | The Mule                           | Джинні                   |
| 2020 | мф | Темна Ліга Справедливості: Війна Апоколіпса | Justice League Dark: Apokolips War | Рейвен (голос)           |
| 2021 | ф  |                                             | John and the Hole                  | Лорі                     |
| 2023 | ф  | Монахиня II                                 | The Nun II                         | сестра Ірен              |
| 2025 | ф  | Закляття 4: Останні обряди                  | The Conjuring: Last Rites          | сестра Ірен              |

### Телебачення
| Рік       |   | Українська назва                          | Оригінальна назва                   | Роль                      |
| --------- | - | ----------------------------------------- | ----------------------------------- | ------------------------- |
| 2011      | с | Американська історія жаху: Будинок-убивця | American Horror Story: Murder House | Вайолет Хармон            |
| 2013—2014 | с | Американська історія жаху: Шабаш          | American Horror Story: Coven        | Зої Бенсон                |
| 2015      | с | Зле місто                                 | Wicked City                         | Карен Макларен            |
| 2016      | с | Американська історія жаху: Роенок         | American Horror Story: Roanoke      | Софі Ґрін                 |
| 2018      | с | Американська історія жаху: Апокаліпсис    | American Horror Story: Apocalypse   | Зої Бенсон Вайолет Хармон |
| 2019      | с | Зона сутінків                             | The Twilight Zone                   | Енні Міллер               |
| 2020      | с | 50 штатів страху (мінісеріал)             | 50 States of Fright                 | Ханна                     |
| 2022—2023 | с | Позолочене століття                       | The Gilded Age                      | Гледіс Расселл            |

## Нагороди та номінації
- 2015 — номінація на премію Fright Meter Awards, «Найкраща акторка» («Останні дівчата»; перемогла Надія Гілкер, «Весна[en]»).[10]